# Marathon van Dubai 2015
De marathon van Dubai 2015 werd gelopen op vrijdag 23 januari 2015. Het was de zestiende editie van deze marathon.
De overwinning bij de mannen ging naar de Ethiopiër Lemi Berhanu Hayle in een tijd van 2:05.28. Hij bleef hiermee zijn landgenoot Lelisa Desisa een kleine halve minuut voor. Bij de vrouwen won de eveneens Ethiopische Aselefech Mergia in 2:20.02. Deze versloeg de Keniaanse Gladys Cherono met slechts één seconde voorsprong. Het was de derde overwinning van de Ethiopische in Dubai. Eerder zegevierde zij in 2011 en 2012.
In totaal finishten er 1952 marathonlopers, waarvan 1566 mannen en 386 vrouwen.

## Uitslagen

### Mannen
| rang   | naam                 | land | tijd    |
| ------ | -------------------- | ---- | ------- |
| Goud   | Lemi Berhanu Hayle   | ETH  | 2:05.28 |
| Zilver | Lelisa Desisa        | ETH  | 2:05.52 |
| Brons  | Deriba Robe          | ETH  | 2:06.06 |
| 4      | Feyisa Lilesa        | ETH  | 2:06.35 |
| 5      | Sisay Lemma          | ETH  | 2:07.06 |
| 6      | Bazu Worku           | ETH  | 2:07.09 |
| 7      | Chala Dechase        | ETH  | 2:08.11 |
| 8      | Birhanu Gebre        | ETH  | 2:08.56 |
| 9      | Adugna Tekele        | ETH  | 2:09.39 |
| 10     | Andualem Belay       | ETH  | 2:09.59 |
| 11     | Mule Wasihun         | ETH  | 2:10.57 |
| 12     | Workneh Abate        | ETH  | 2:12.05 |
| 13     | Esayas Habtemichael  | ERI  | 2:12.13 |
| 14     | Birhanu Addisie      | ETH  | 2:12.19 |
| 15     | Julius Ndiritu       | KEN  | 2:12.27 |
| 16     | Sufa Chala           | ETH  | 2:12.29 |
| 17     | Ezekiel Chebii       | KEN  | 2:13.14 |
| 18     | Hailu Getu           | ETH  | 2:13.46 |
| 19     | Edwin Kipchirchir    | AUT  | 2:14.05 |
| 20     | Muleta Gezahegn      | ETH  | 2:14.09 |
| 21     | Kaleab Selomon       | ERI  | 2:14.22 |
| 22     | Yohannes Mehari      | ERI  | 2:14.31 |
| 23     | Kiflom Sium          | ERI  | 2:15.37 |
| 24     | Frezghi Deregay      | ERI  | 2:16.45 |
| 25     | Moussie Woldemichael | ERI  | 2:17.01 |

### Vrouwen
| rang   | naam                 | land | tijd    |
| ------ | -------------------- | ---- | ------- |
| Goud   | Aselefech Mergia     | ETH  | 2:20.02 |
| Zilver | Gladys Cherono       | KEN  | 2:20.03 |
| Brons  | Lucy Kabuu           | KEN  | 2:20.21 |
| 4      | Demise Shure         | ETH  | 2:20.59 |
| 5      | Aberu Kebede         | ETH  | 2:21.17 |
| 6      | Mulu Seboka          | ETH  | 2:21.56 |
| 7      | Tadalech Bekele      | ETH  | 2:22.51 |
| 8      | Abebech Afework      | ETH  | 2:23.33 |
| 9      | Ashete Bekere        | ETH  | 2:23.43 |
| 10     | Betelhem Moges       | ETH  | 2:24.29 |
| 11     | Sultan Haydar        | TUR  | 2:24.44 |
| 12     | Rebecca Chesire      | KEN  | 2:25.22 |
| 13     | Aberu Mekuria        | ETH  | 2:25.58 |
| 14     | Fantu Eticha         | ETH  | 2:26.14 |
| 15     | Lucy Karimi          | KEN  | 2:27.08 |
| 16     | Atsede Baysa         | ETH  | 2:27.24 |
| 17     | Askale Tafa          | ETH  | 2:29.37 |
| 18     | Meseret Kitata       | ETH  | 2:34.26 |
| 19     | Anne-Mari Hyryläinen | FIN  | 2:35.17 |
| DSQ    | Aleksandra Duliba    | BLR  | 2:23.06 |

2000 ·
2001 ·
2002 ·
2003 ·
2004 ·
2005 ·
2006 ·
2007 ·
2008 ·
2009 ·
2010 ·
2011 ·
2012 ·
2013 · 
2014 · 
2015 ·
2016 ·
2017